# Cimitero austro-ungarico di Verona
Il cimitero austro-ungarico di Verona è un cimitero di guerra che si trova nella periferia di Verona, vicino alla strada che conduce a Trento.

## Storia
Il cimitero nacque nel 1851, quando l'amministrazione del Regno Lombardo-Veneto decise di creare un luogo di sepoltura per il personale militare al suo servizio nella provincia di Verona.
In quel periodo la guarnigione superava le 20.000 unità, in una città che contava circa 60.000 abitanti, e che stava diventando la capitale militare del Regno con il sorgere di nuove strutture militari e con i forti del Quadrilatero. 
Fu individuato un luogo allora in aperta campagna, lontano dalla cerchia delle mura e vicino a uno dei forti esterni, forte San Procolo, in territorio allora del comune del Chievo (poi accorpato al comune di Verona nel 1923).
Nei primi anni raccolse non solo le salme del personale militare deceduto a Verona, ma anche i membri delle loro famiglie: ci sono lapidi di giovani mogli di ufficiali stroncate, come era allora tutt'altro che raro, da tisi e tubercolosi e di bambini di pochi anni di vita.
Vennero poi tumulati i caduti, non solo asburgici ma anche qualcuno di parte piemontese, delle campagne del 1859 e 1866, soprattutto di quelli che vennero raccolti feriti e morirono poi negli ospedali militari veronesi.
Nel 1867, subito dopo il passaggio del Veneto all'Italia, il cimitero venne abbandonato e venne spogliato in breve tempo dei cancelli, delle croci e di ogni ornamento. Nel 1881, col migliorare delle relazioni fra i 2 stati (nel 1882 arriverà la Triplice Alleanza con l'Impero austro-ungarico), a spese di Vienna venne restaurato e venne costruita una casetta per il custode. Durante e dopo la prima guerra mondiale vi vennero sepolti i prigionieri austro-ungarici e il numero delle tombe arrivò a 5.684.
Non ci sono al momento dati sicuri sulle sorti del camposanto negli anni '20 e '30, tra le due Guerre Mondiali, dopo la caduta dell'Impero Austro-Ungarico nel 1918. È possibile che la nuova Repubblica Austriaca abbia continuato a tutelarlo, quello che sembra probabile è che vi siano state portate altre salme di prigionieri austro-ungarici della Grande Guerra provenienti da piccoli cimiteri locali di altre località nel Veronese, e da provincie limitrofe, dove erano presenti altri campi di prigionia. Questo accorpamento sembrerebbe essere proseguito fino ai primi anni '30. 
Quello che è certo è che con la fine della Seconda Guerra Mondiale seguì un altro periodo di totale abbandono e degrado, con proposte di eliminazione completa del cimitero per far posto ad edifici residenziali, fino al restauro in grande stile e alla nuova sistemazione eseguiti dal 1986 al 1988 ad opera degli Allievi dei Vigili del Fuoco Volontari dell'Alta Austria e della Croce Nera Austriaca per le onorificenze ai caduti, a cui seguirono altri interventi di restauro fino al 1999.
Oggi finalmente il cimitero, sebbene sempre deserto, è tenuto decorosamente, a cura del comune di Verona che ne garantisce una regolare manutenzione e da una decina d'anni è divenuto uno dei Sacrari Militari Ufficiali della Repubblica.
Una volta all'anno, intorno ai primi di novembre, vi si svolge una cerimonia con gli ambasciatori di Austria e di Ungheria e l'alzabandiera.
Il cimitero è liberamente visitabile.

## Caduti
Sono ospitati i resti di circa 5600 soldati, fra austriaci, ungheresi e italiani delle battaglie di Solferino (1859) e di Custoza (1866), nonché della prima guerra mondiale.